# Drama of Exile
Drama of Exile är ett musikalbum av Nico, utgivet 1981.
Albumet var Nicos första sedan 1974 års The End. Däremellan hade hon bland annat medverkat i flera filmer av Philippe Garrel. Det var hennes första album helt utan medverkan av John Cale och producerades av Philippe Quilichini. Musiken är mer rockorienterad än på Nicos tidigare album. Utöver egenskrivet material ingår covers på Lou Reeds "I'm Waiting for the Man" och David Bowies ""Heroes"".

## Låtlista
Samtliga låtar skrivna av Nico, om annat inte anges.
1. "Genghis Khan" - 3:56
2. "Purple Lips" - 4:14
3. "One More Chance" - 5:43
4. "Henry Hudson" - 3:57
5. "Waiting for the Man" (Lou Reed) - 4:17
6. "Sixty-Forty" - 4:53
7. "The Sphinx" - 3:33
8. "Orly Flight" - 4:00
9. "Heroes" (David Bowie/Brian Eno) - 6:08